# Babolat
Babolat – francuskie przedsiębiorstwo zajmujące się produkcją sprzętu tenisowego. Produkuje m.in. rakiety tenisowe, buty, naciągi do rakiet tenisowych czy też odzież tenisową.
Firma istnieje od 1875 roku. Tym dużym rodzinnym przedsiębiorstwem z siedzibą w Lyonie kieruje dziś Eric Babolat (przedstawiciel piątej generacji właścicieli).
Naciągami Babolat grali w przeszłości m.in. Stan Smith, Arthur Ashe, Björn Borg, Yannick Noah, Boris Becker, Pete Sampras, Lindsay Davenport.
Dzisiaj rakietami firmy posługują się m.in. Rafael Nadal (Aeropro Drive), Andy Roddick (Pure Drive Roddick), Carlos Moyá (Pure Drive), Florent Serra (Pure Control), Julien Benneteau (Pure Drive+), Dinara Safina (Aero Storm), Kim Clijsters (Pure Drive), Nadieżda Pietrowa (Pure Storm MP), Anna Smasznowa (Drive Z Tour), Anastasija Pawluczenkowa (Pure Drive Lite), Agnieszka Radwańska (Pure Drive Lite), Jerzy Janowicz (Pure Drive GT).
Najbardziej powszechną rakietą Babolata jest model Pure Drive z systemem Cortex (system filtrowania drgań).